# Liski (district Gołdap)
Liski (Duits: Klein Lissen) is een plaats in het Poolse woiwodschap Ermland-Mazurië, in het district Gołdap. De plaats maakt deel uit van de landgemeente Banie Mazurskie.